# United Nations Command Security Battalion – Joint Security Area

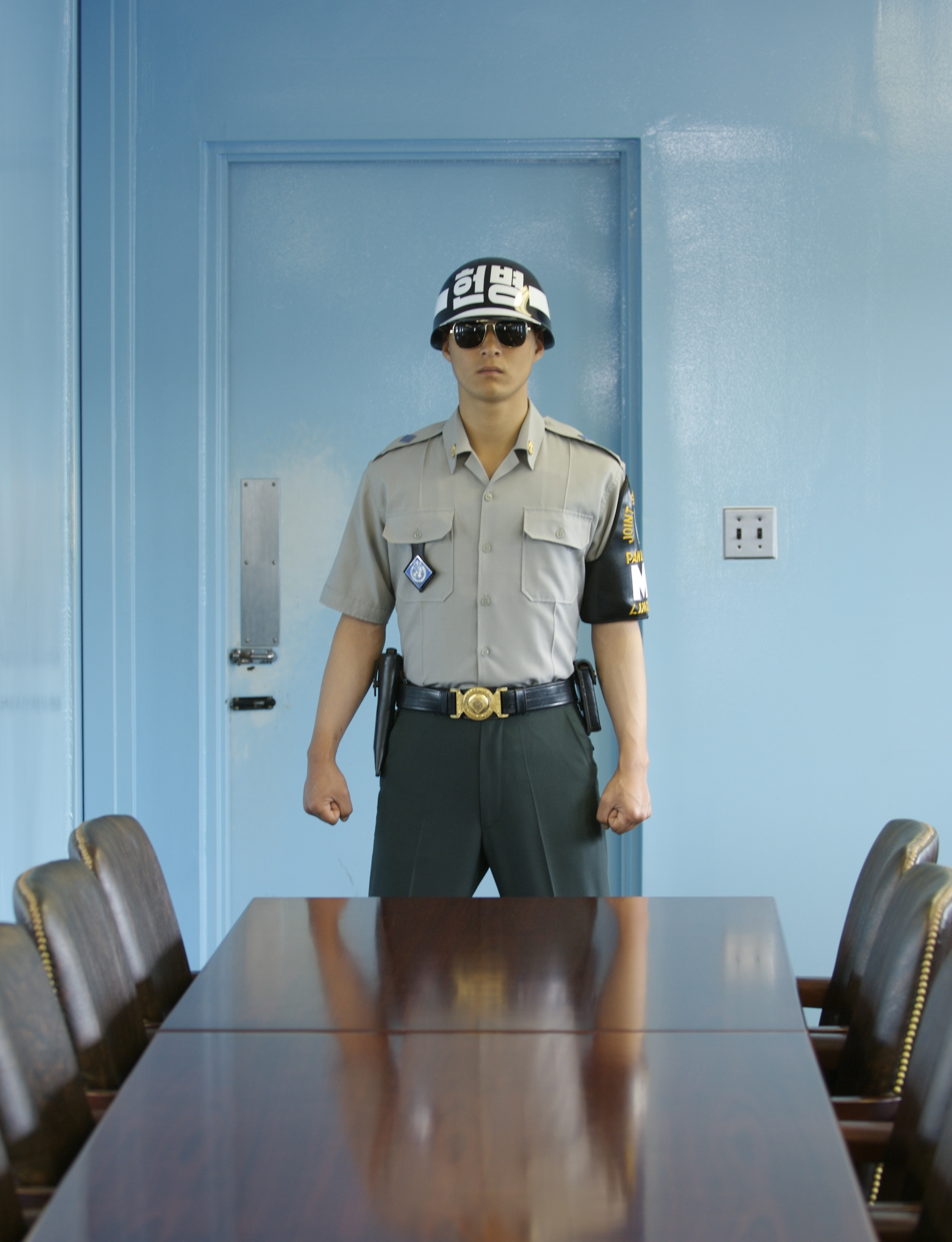
Militärpolizei der United Nations Command Security Battalion – Joint Security Area

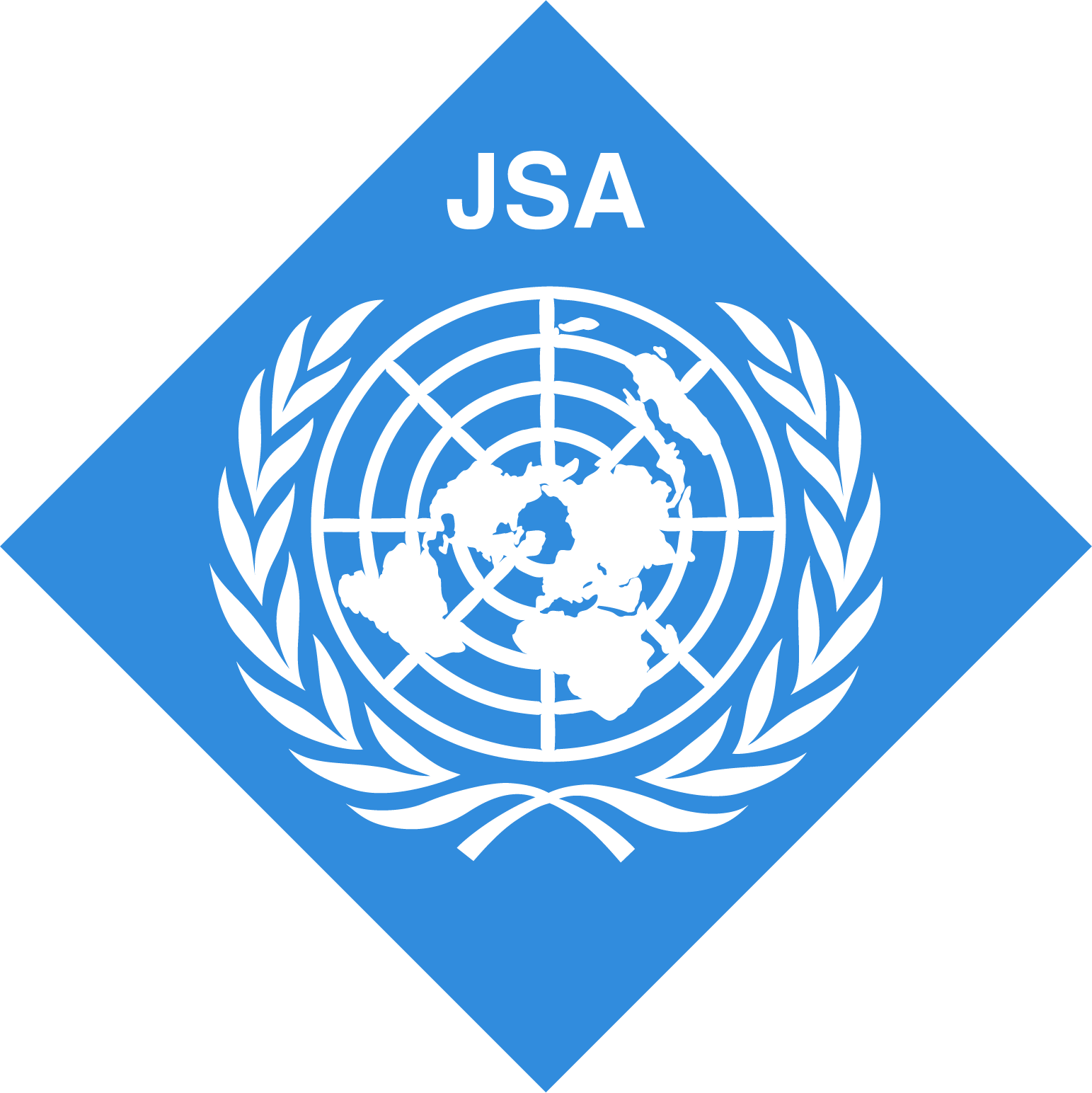
UNCSB JSA

Die United Nations Command Security Battalion – Joint Security Area ist eine Einheit, die das United Nations Command in Fragen zum Waffenstillstandsabkommen mit Nordkorea unterstützen soll. Es ist dabei die einzige Einheit, welche aus US-amerikanischen und koreanischen Soldaten besteht. Die Einheit wurde am 5. Mai 1952 gegründet.

## Auftrag
Ursprünglicher Auftrag war es, Verhandlungen über ein Waffenstillstandsabkommen zu unterstützen. Der Kommandeur darf dazu auch mit Militärs oder anderen Leuten der Volksrepublik Korea in Verbindung treten. Nach 1954 wurde dem Bataillon die Aufgabe übertragen, die Joint Security Area (JSA), Daeseong-dong und das Camp Bonfitas zu bewachen, den Zugang zum United Nations Command Military Armistice Commission Headquarters zu regulieren, die Neutral Nations Supervisory Commission zu unterstützen und das Bildungs- und Orientierungsprogramm für die Öffentlichkeit über die entmilitarisierte Zone durchzuführen.

## Geschichte
Die Einheit war für die Durchführung der Operation Big Switch, Operation Comeback und Operation Rainbow verantwortlich, wobei man über 100.000 Kriegsgefangene austauschte. Diese drei Operationen wurden mit dem Meritorious Unit Citation honoriert. Als die Koreanische Volksarmee 1967 das Camp Kitty Hawk attackierten, starben drei Soldaten. Im November wurde Operation Breeches Buoy durchgeführt, wobei die Besatzung der USS Pueblo nach elf Monaten Gefangenschaft wieder heimkehren konnte. 1970 wurde Operation Runaway durchführt, wobei die Passagiere einer entführten Korean Air Lines Maschine wieder nach Südkorea überführt wurden (Korean Air Lines Flug YS-11). 1976 ereignete sich der Axtmord Vorfall, als nordkoreanische Soldaten zwei Soldaten des Bataillons mit der Axt töteten, während diese eine Baumfällaktion in der JSA bewachen sollte. Dieses Ereignis führte dann zur Operation Paul Bunyan, wobei der Baum unter strenger militärischer Kontrolle gefällt wurde. 1984 flüchtete ein sowjetischer Bürger vom Norden in den Süden, wobei nordkoreanische Streitkräfte in den United Nations Command Sektor eindrangen und in ein Feuergefecht mit dem Bataillon kamen. Ein Soldat vom Bataillon und drei nordkoreanische Soldaten wurden dabei getötet. Ein ähnlicher Vorfall ereignete sich 1989, als ein chinesischer Soldat desertierte und mit seiner Frau nach Südkorea flüchtete.